# 坦桑尼亚银行
坦桑尼亚银行（简称BOT）是坦桑尼亚联合共和国的中央银行，总部设于达累斯萨拉姆，负责发行国家货币坦桑尼亚先令。

## 历史
一战前坦桑尼亚大陆与桑给巴尔群岛使用着不同机构发行的货币，因为坦桑尼亚大陆当时处于德国殖民之下，而桑给巴尔群岛则有着自己的政权。而在第一次世界大战之后坦桑尼亚被转手给英国成为英国殖民地，1919年12月英国设立了东非货币发行局(EACB)，主要负责按照与英镑的固定汇率发行当地货币。

二战后坦桑尼亚于1964年4月26日独立，而东非货币发行局亦开始解散。翌年新政府颁布了《坦桑尼亚银行法案》（Bank of Tanzania Act, 1965），1966年6月14日坦桑尼亚银行正式设立。

## 组织结构
坦桑尼亚银行由一个董事会负责管理，董事会由十人组成，其中由总统直接任命行长与三名副行长共四名当然执行董事，然后再由财政部部长任命另外两名当然执行董事与四个非执行董事。董事会设有3个咨询委员会协助办公。坦桑尼亚银行行长由3名副行长协助，负责行政、经济和金融政策的制定。

## 历任行长
| 历任坦桑尼亚银行行长              | 历任坦桑尼亚银行行长 | 历任坦桑尼亚银行行长 |
| 名字                              | 任职年份             | 卸职年份             |
| --------------------------------- | -------------------- | -------------------- |
| 埃德温·姆特伊 Edwin I. Mtei       | 1966年               | 1974年               |
| 查尔斯·尼拉布 Charles Nyirabu     | 1974年               | 1989年               |
| 吉尔曼·鲁蒂欣达 Gilman Rutihinda  | 1989年               | 1993年               |
| 伊德里斯·拉希迪 Idris. M. Rashidi | 1993年               | 1998年               |
| 达乌迪·巴拉利 Daudi T.S. Ballali  | 1998年               | 2008年1月8日         |
| 本诺·恩杜鲁 Benno Ndulu           | 2008年1月8日         | 在职                 |